# Chiquinquirá
Chiquinquirá es un municipio colombiano, capital de la provincia de Occidente en el departamento de Boyacá, situada en el valle del río Suárez, a 134 km al norte de Bogotá y a 73 km de Tunja, la capital del departamento. Con 65 274 habitantes es el cuarto municipio más poblado del departamento, después de Tunja, Duitama y Sogamoso (que superan los 100 000 habitantes). Es el centro económico y comercial de la región occidental del departamento de Boyacá, a la que provee de materiales, alimentos elaborados, ropa, textiles e insumos agroveterinarios. Es la cuna y origen de personajes destacados, como el poeta Julio Flórez y el pintor y escultor Rómulo Rozo. Es la sede de la Basílica de la Virgen de Chiquinquirá perteneciente a la Iglesia católica, que visitó el Papa Juan Pablo II en 1986. Es un destino turístico del centro del país, pues muchos visitantes y peregrinos llegan a la ciudad para visitar, entre otros, la basílica y la imagen de la Virgen María exhibida en su interior.

## Toponimia
Origen del nombre Chiquinquirá: El vocablo “Chuiqui” o “Xequen” significa sacerdote o líder espiritual. “Quira” o “quirá” deriva de “quica” (en el idioma muisca no se conocía la “r”) y significa “poblado”. Entonces, Chiquinquirá significa “poblado del sacerdote”. El fraile dominico Bernardo de Lugo, el mayor investigador del idioma muisca, hace la traducción correcta de este toponímico en su libro “Gramática Muisca”.

## Símbolos

### Bandera
Descripción: «a la izquierda aparece un triángulo equilátero de color blanco que significa el respeto a la igualdad y dignidad del ciudadano. Del vértice se desprenden los colores rojo y azul, en rectángulos de igual proporción. La tierra y el cielo se tocan en la sabia polémica de la dialéctica que otorga al ser humano la capacidad tolerante de la pluralidad».

### Escudo
Descripción: «en forma de corona sobre el cuerpo central presenta cuatro torres o atalayas, con las puertas abiertas, que simbolizan la hospitalidad y vigilancia de nuestros valores y virtudes. Guirnaldas con los colores blanco, rojo y azul, distintivos de la bandera de la ciudad, rodean el cuerpo central del escudo que tiene forma rectangular y está dividido en cuatro campos para terminar en semicírculo. Los campos con fondos alternados en azul y blanco ofrecen el Monograma de la Virgen María. El arpa emblema de poetas y músicos. Las testas de vacunos y cabalgares y la cornucopia de la abundancia, de donde brotan flores y frutos, riquezas naturales de la ciudad y región. En el remate del semicírculo aparece una cinta con fondo gris donde está inscrita en negro la palabra Chiquinquirá».

### Himno
El himno de Chiquinquirá fue compuesto por Mariano Álvarez Romero notario de Chiquinquirá, poeta y músico.

## Geografía
El municipio de Chiquinquirá hace parte del territorio conocido como altiplano Cundiboyacense y de la cuenca del río Suárez en la cordillera oriental. La mayor parte del territorio es una llanura aluvial propicia para las actividades agrícolas y ganaderas en la periferia del municipio se encuentran algunos terrenos elevados como los Arrayanes, la Bromadora, la Boca de Monte y el Boquerón de la Palestina, montón de Trigo, el cerro de la Guacamaya, el cerro del Ermitaño.

### Límites
| Noroeste: Saboyá | Norte: Saboyá                 | Nordeste: Saboyá            |
| Oeste: Briceño   |                               | Este: Tinjacá               |
| Suroeste: Caldas | Sur: Simijaca ( Cundinamarca) | Sureste: San Miguel de Sema |

### Hidrografía

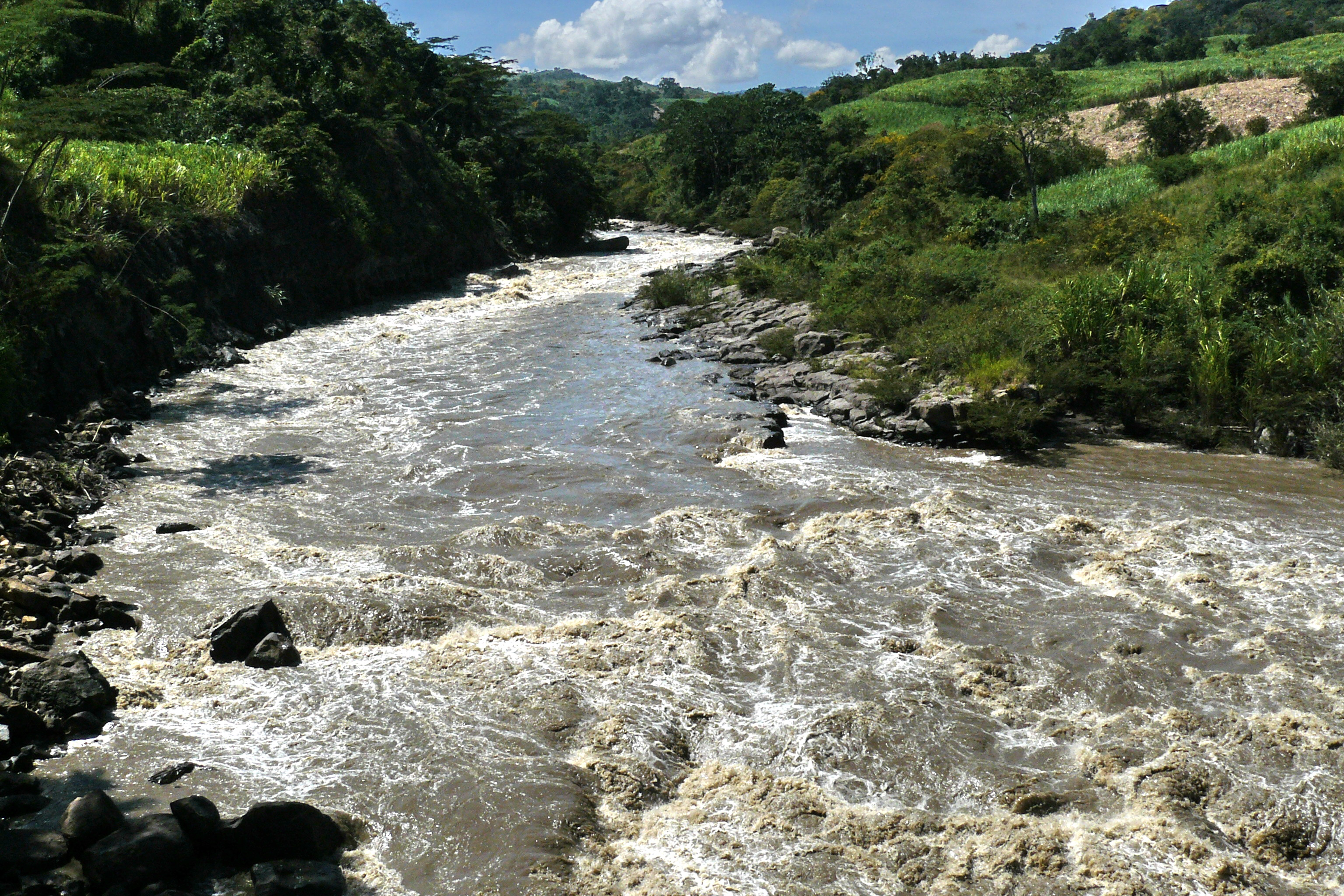
Río Suárez.

El territorio del municipio está surcado por dos ríos principales: el Suárez y el Chiquinquirá; El río Suárez nace en la laguna de Fúquene en el límite entre Boyacá y Cundinamarca; atraviesa el municipio de San Miguel de Sema, el valle de Chiquinquirá en donde recibe el río del mismo nombre, el municipio de Saboyá, penetrando luego en territorio del departamento de Santander, para desembocar en el río Chicamocha, que a su vez desemboca en el Magdalena. El río Chiquinquirá nace en el vecino municipio de Caldas, es el encargado de recibir las aguas negras del municipio y es uno de los tributarios del río Suárez, desembocando en jurisdicción del municipio.

### Clima
Según el Instituto de Hidrología, Meteorología y Estudios Ambientales (IDEAM), las precipitaciones sobre el territorio del municipio de Chiquinquirá oscilan en el rango de 1000 a 1500 mm al año, con una precipitación mensual entre 83,3 a 125 mm al mes. Tiene entre 150 a 200 días con lluvia al año. La temperatura promedio anual oscila entre los 12 a 18 °C y como clima muy frío seco según la clasificación climática de Holdridge. En la estación del IDEAM en inmediación al área urbana del municipio, llamada esclusa Tolón, ubicada a 2545 m s. n. m., el registro promedio es de una precipitación de 990 mm anuales, una temperatura media de 12,9 °C, una máxima de 19,3 °C y una mínima de 7,4 °C.

## División político administrativa

Mapa político del municipio de Chiquinquirá.

La cabecera municipal se encuentra distribuida de la siguiente manera:
| Comuna Nororiental - Jardín del Norte - La Pola (Alameda) - El Central - Urbanización San Rafael - Sucre - Terebinto - El Nogal |  | Comuna Occidental - Boyacá - Centro |  | Comuna Suroccidental - El Bosque - Los Laureles - Santa Marta |  |  |

#### Veredas
El área rural se divide de la siguiente manera:
| Sector Comuneros - Sasa - Carapacho - Balsa - Moyavita - Quiche |  | Sector El Cóndor - Casa Blanca - El Resguardo - La Mesa - Molino - Tenería - Varela |  | Sector Mariscal Sucre - Sucre Occidental - Sucre Oriental - Tierra de Páez |  | Sector Teberinto - Córdoba - Hato de Susa |  |  |

## Ecología
Existen cuatro zonas de reservas naturales que son: la Cuchilla Bocamonte en las veredas Varela, Resguardo, y los Andes; Cuchilla Terebinto en las veredas de Córdoba y Hato de Susa y el Bosque Pantanitos en las veredas de Sasa y Moyavita, además la Reserva Forestal de la vereda Tenería. Entre la fauna nativa del municipio se encuentran águilas, guaches o tejones, perezosos, tinajos, armadillos, umbas, torcasas, faras, tapiras o gatos de monte, yacaros o tucanes, carpinteros, garrapateros, lapas, chorolas, pavas de monte, comadrejas y chinas de agua.

## Historia

### Conquista

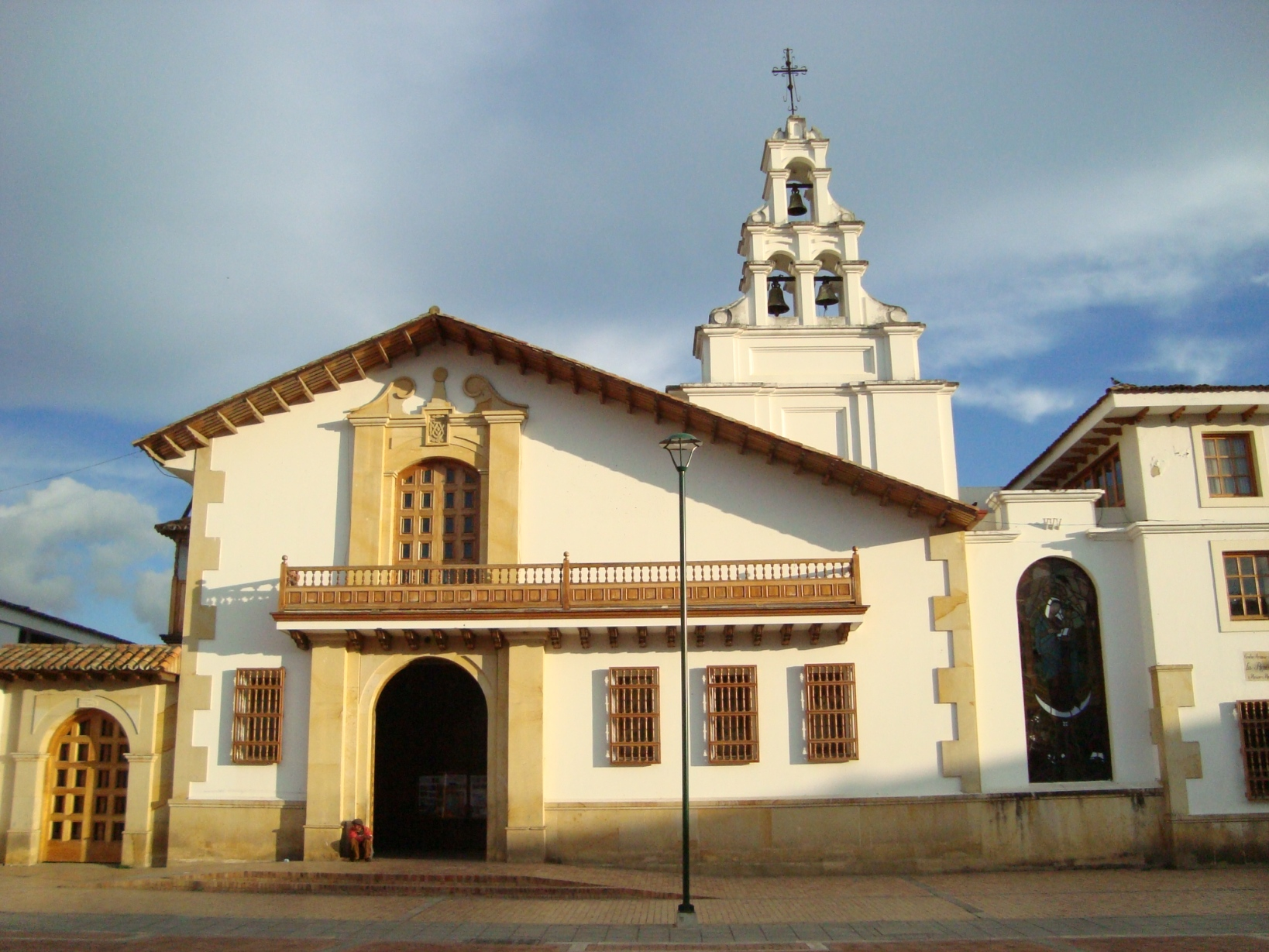
Iglesia de la renovación en el parque Julio Flórez de la ciudad de Chiquinquirá, sitio donde presuntamente ocurrió la renovación del cuadro de la Virgen de Chiquinquirá.

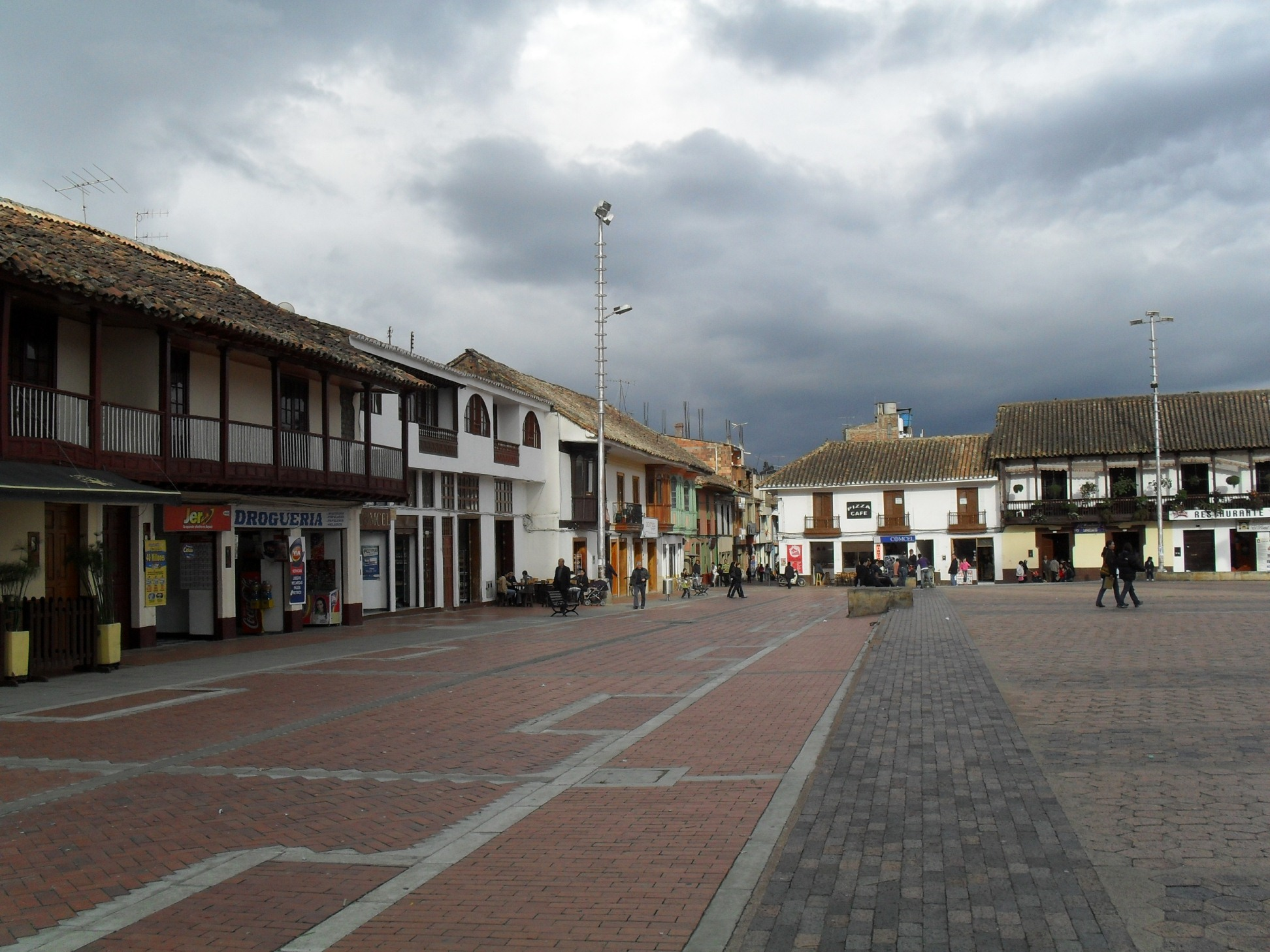
Casas del en la plaza de Bolívar de la localidad

Los primeros habitantes fueron los indios Chiquinquiraes grupo pertenecientes a los muiscas, quienes estaban gobernados por un cacique. Antes del periodo Virreinal estaban ubicados a lo largo del cerro de Terebinto en el caserío de coca, se encontraban bajo la amenaza constante de los muzos quienes intentaron invadir su territorio en varias ocasiones, viéndose obligados al ser enfrentados con la ayuda de la tribu de los saboyaes.

### Virreinato
El poblado de Chiquinquirá se levantó a partir de las construcciones que ordenó Catalina Díaz de Islos, viuda del encomendero Antonio de Santana, quien construyó sus aposentos sobre la margen izquierda del río Chiquinquirá. En el año 1586 ocurrió la restauración del cuadro de la Virgen de Chiquinquirá que sucedió, según se afirma, tras las oraciones de una mujer de origen español llamada María Ramos, evento al que se llamó «la renovación».

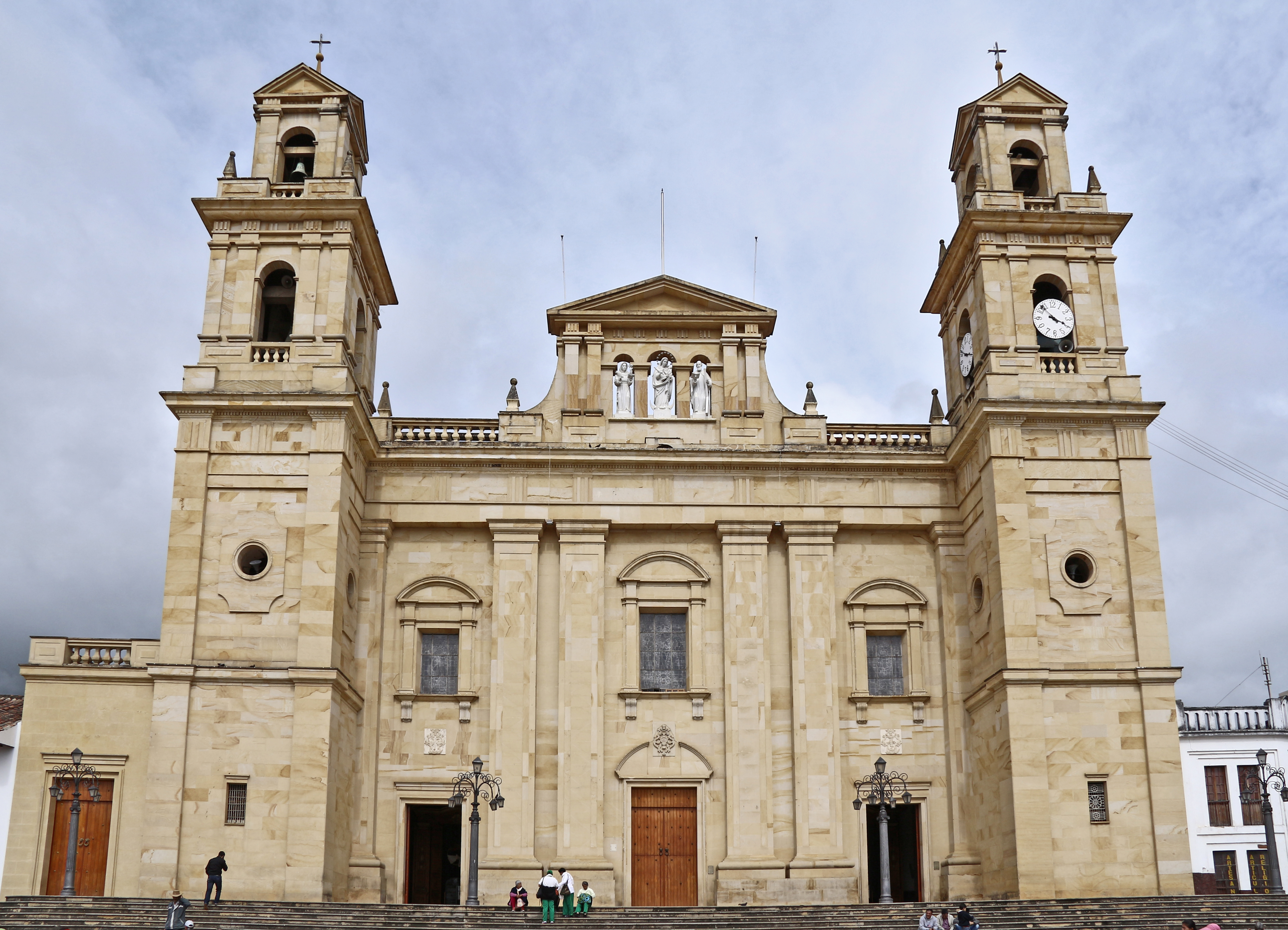
Basílica de Chiquinquirá

A partir de ese año, alrededor de la capilla construida en el sitio de la renovación del cuadro de la Virgen de Chiquinquirá, fue creciendo el caserío en la medida que llegaron comerciantes en su mayoría españoles y los pobladores más pudientes de sus alrededores.
Fue erigida Parroquia en 1588, Como municipio en 1636 y finalmente como ciudad en 1651. En 1640 los padres Dominicos iniciaron la construcción del primer convento, en terrenos del hoy parque Julio Flórez. Desde 1817 este edificio fue la sede del colegio Jesús María y José, fundado en 1813. Hasta 1794 solo hubo una plaza, la plaza de la Iglesia de la Virgen; años después la Plaza de la Constitución ahora Parque Julio Flórez. Un terremoto en 1785 averió la iglesia donde reposaba la imagen de la Virgen. En 1801 se inició la construcción de la Basílica de Nuestra Señora del Rosario de Chiquinquirá, que tardó más de 20 años en concluirse, teniendo en cuenta que su construcción coincidió con la campaña libertadora en Colombia.

### SigloXIX

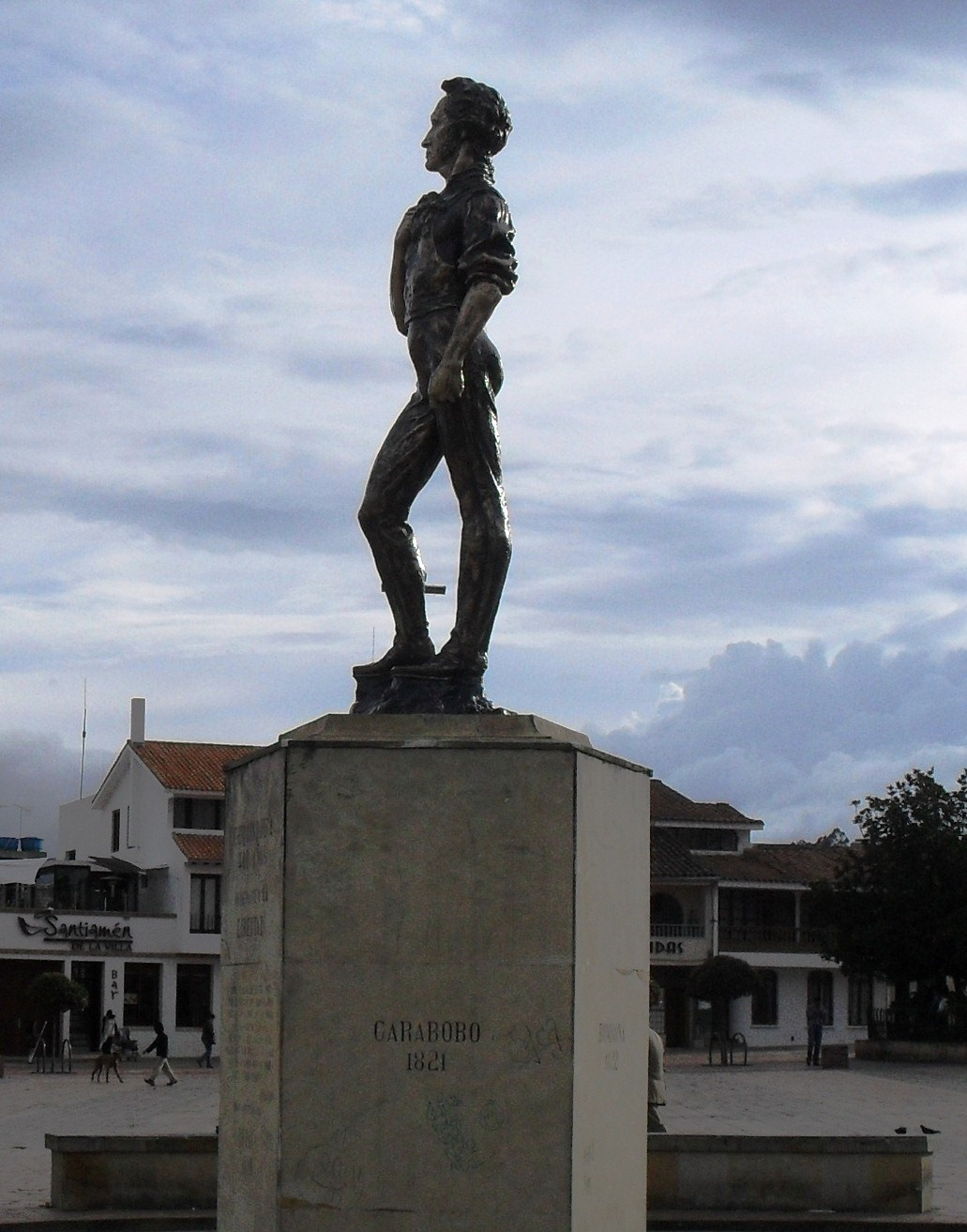
Estatua de Simón Bolívar en la plaza de Bolívar, Chiquinquirá.

El 1 de septiembre de 1810, Chiquinquirá proclamó su independencia firmando el acta de la Villa Republicana, donde proclamó su autonomía e independencia del gobierno colonial de ultramar, que se toma como fecha oficial de fundación. Tras el triunfo en la Batalla de Boyacá, en diferentes oportunidades el Libertador Simón Bolívar visitó la imagen de la Virgen de Chiquinquirá. Sin embargo el motivo de la vistas no eran necesariamente de índole religiosa, como refiere su edecán Luis Perú de Lacroix en el Diario de Bucaramanga.
Chiquinquirá a lo largo del siglo XIX intentó en varias ocasiones independizarse, en 1871 el médico Policarpo María Flórez (padre del Poeta Julio Flórez), se levantó en armas contra el gobierno y fue presidente del estado soberano de Boyacá, durante 4 meses.

### sigloXX

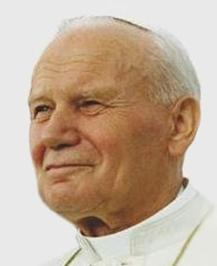
El Papa Juan Pablo II visitó la ciudad el 3 de julio de 1986.

En 1967, un envenenamiento masivo producto del consumo de pan contaminado accidentalmente con parathión, insecticida organofosforado de alta toxicidad, causó 800 intoxicados y 78 muertes (74 menores de edad y 4 adultos). A raíz de este suceso por primera vez se vio la necesidad de capacitar a los médicos colombianos en toxicología, concluyéndose la necesidad de adoptar una legislación estricta sobre el manejo de sustancias potencialmente tóxicas.
El día 3 de julio de 1986 el Papa Juan Pablo II durante su visita a Colombia, llegó a la ciudad por vía aérea a las instalaciones del Batallón de Infantería Sucre de la ciudad, siguió en el papamóvil hasta la plaza de Bolívar; visitó el santuario de la Virgen, donde fue recibido por el presidente de entonces, Belisario Betancur, su gabinete y el clero. Posteriormente celebró una eucaristía en el sitio conocido actualmente como parque Juan Pablo II, ante aproximadamente 200 000 católicos.
De 1987 al año 2000 el municipio de Chiquinquirá ha sido receptor de población desplazada, principalmente de los demás municipios del occidente de Boyacá, en parte a causa de la violencia por la disputa del negocio de la esmeralda y en proporción menor de otros sitios del país a causa de la violencia generalizada en Colombia.
En un hecho sin precedentes del crimen en Colombia, el día 15 de mayo de 2000, ocurrió el episodio del «collar bomba» donde perdió la vida Elvia Cortés, un subintedente de la policía y resultaron heridas 4 personas más.

## Demografía
El censo de 2005 para Chiquinquirá, arrojó una población ajustada para el municipio de 54 949 hab, de los cuales 46 827 se ubicaban en el área urbana y 8122 en el área rural. La distribución por género mostró 26 518 hombres y 28 431 mujeres. Para 2015 la población proyectada es de 65 274 hab.

### Natalidad y mortalidad
Para el año 2007 se reportaron en el municipio 1727 nacimientos, de los cuales 875 fueron de sexo masculino y 852 de sexo femenino y para el 2008 fueron 1680 con 879 hombres y 801 mujeres, 47 menos que en 2007, la tasa de natalidad para 2008 fue de 29,5 nacimientos por cada 1000 hab, siendo muy superior a la de todo el país para el mismo período, de 15,86 nacimientos por cada 1000 hab. algunos estudios, señalan que incide altamente el hecho de que posee el único hospital de referencia en segundo nivel de asistencia sanitaria en 18 municipios, y estas altas tasas indicarían nacimientos en madres gestantes remitidas desde otros municipios hasta este centro, para solicitar servicios médicos durante el parto.
En 2007 se reportaron 253 defunciones, 132 hombres y 121 mujeres y para 2008, 277 defunciones, 138 hombres y 139 mujeres, con una tasa de mortalidad en 2008 de 4,86 fallecimientos por cada 1000 hab también superior a la de todo el país, que registró una tasa de 4,07 fallecimientos por cada 1000 hab.

### Composición étnica
Según las cifras presentadas por el DANE del censo 2005, la composición etnográfica de la ciudad es:
- Blancos y Mestizos (99,9 %)
- Afrocolombianos (0,1 %)
- Indígenas (0,0 %)

## Economía

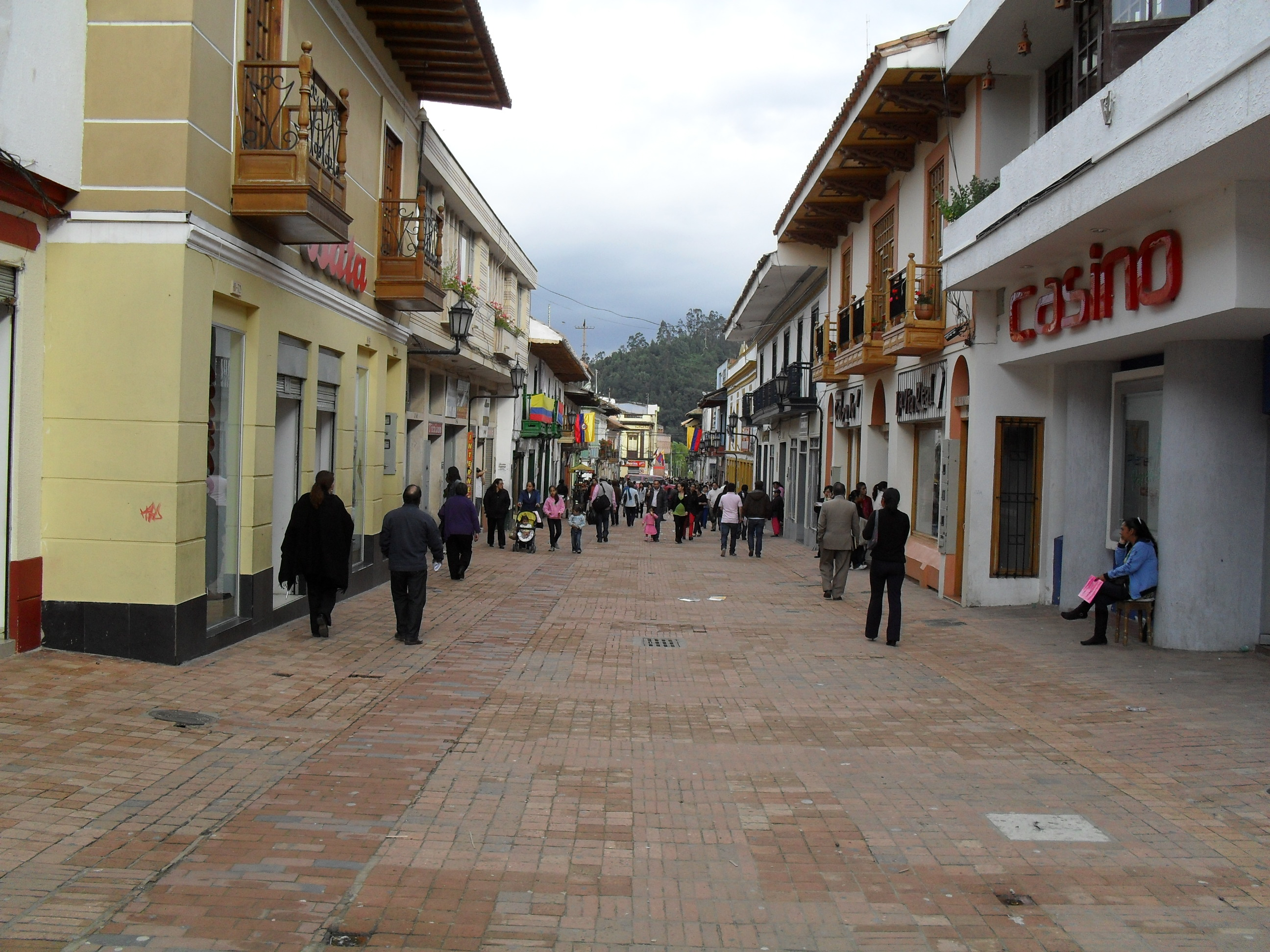
Establecimientos comerciales en la vía peatonal de Chiquinquirá.

La actividad más importante en la ciudad es el comercio, por encontrarse ubicada estratégicamente y ser la ciudad más poblada de la provincia de Occidente de Boyacá, es el centro regional de acopio de productos agrícolas. También se destaca el sector agropecuario a nivel local, con la producción de leche y derivados, maíz, papa, trigo y hortalizas; el sector minero extractivo, donde comparte con los municipios de Muzo y Saboyá depósitos de asfalto, existe también abundante arcilla y numerosas canteras para materiales de construcción.
La actividad mercantil está representada en aproximadamente 2000 establecimientos, los cuales se dedican a la venta de productos alimenticios, confecciones, textiles, misceláneas, artículos para el hogar, materiales y productos de construcción, bodegas, depósitos, farmacias y papelería entre otros. Los mayores de estos establecimientos son la sucursal de los Almacenes YEP en la ciudad que comercializa principalmente abarrotes, productos para el hogar, ropa, papelería, cosméticos, ferretería y eléctricos, y Colsubsidio que se inauguró a mediados del 2011 y comercializa electrodomésticos, productos parar el hogar, ferretería, comidas, ropa, juguetes, helados, carne, etc.
Según los resultados del censo de 2005 el 5,4% de los establecimientos en el área urbana se dedican a la industria; el 63,5% a comercio; el 30,8% a servicios y el 0,3% a otra actividad. El 97,7% de los establecimientos ocupó entre 1 y 10 empleos al mes anterior al censo. En los establecimientos con mayor número ( 0 a 10 empleos) el Comercio (65,8%) es la actividad más frecuente y en el grupo de 10 a 50 personas la actividad principal es Servicios (74,2 %). El 7,5% de los hogares de Chiquinquirá tienen actividad económica en sus viviendas.
El 89,0% de las viviendas rurales tienen actividad agropecuaria. Del total de cultivos asociados a la vivienda rural el 58,7% corresponde a transitorios solos, el 10,8% a transitorios asociados, el 24,5% a permanentes solos y el 5,9% a permanentes asociados.
En cuanto a la industria manufacturera existen en la actualidad cerca de 350 microempresas de las cuales las más destacadas son las de alimentos y las de servicios de transporte.
El sector turístico es otra fuente importante de ingresos por el número visitantes que diariamente recibe la Basílica y los demás atractivos de la ciudad.
En el municipio de confeccionan artesanías, los más elaborados son artículos en tagua, barro y fique, guitarras, requintos y tiples, imágenes y recordatorios de la Virgen de Chiquinquirá y la basílica.
Todavía existe un mercado incipiente de esmeraldas procedentes de los municipio del Occidente del departamento, el cual ha ido desapareciendo paulatinamente de la ciudad.
Desde 2009 se encuentra en proceso el proyecto de construcción de una zona franca en inmediaciones al área urbana del municipio en un área de 21 ha con un costo de 24 300 millones de pesos; para mediados de 2010 el proceso tenía el aval de la comisión intersectorial de zonas francas, faltando únicamente la declaratoria por parte de la DIAN.

## Transporte y vías de comunicación

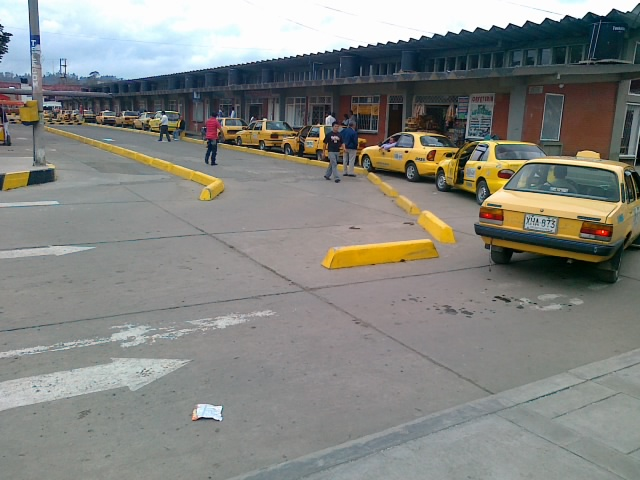
Terminal de transportes de Chiquinquirá.

El terminal de transportes fue inaugurado en el año 1977. Fecha desde la cual ha estado permanentemente en servicio, con destinos a Bogotá, Tunja, Bucaramanga y los municipios de la provincia de Occidente, por intermedio de varias empresas. Esta Terminal presta los servicios de taquillas, salas de espera, parqueadero, oficinas, bahías de abordaje, locales comerciales y guarda equipajes.
Las principales carreteras que comunican a la ciudad con el resto del país son:
- - Chiquinquirá - Barbosa - Socorro (Santander) - San Gil (Santander) - Bucaramanga.[33]
  - Chiquinquirá - Ubaté - Zipaquirá - Bogotá.[33]
- - Chiquinquirá - Pauna - Otanche - Puerto Boyacá.[33]
- - 
  - Chiquinquirá - Tinjacá - Sutamarchán - Sáchica - Tunja.[33]

## Servicios públicos

### Acueducto, aseo y alcantarillado
La entidad del municipio responsable de estas actividades es la Empresa Industrial y Comercial de Servicios Públicos de Chiquinquirá (EMPOCHIQUINQUIRÁ). Es una empresa industrial y comercial del estado del orden municipal con autonomía y presupuesto propios. Para 2006 contaba con 47 empleados permanentes, 22 temporales y 1 contratista.
Esta entidad está a cargo de la prestación de los siguientes servicios:
- Acueducto: captación, conducción, tratamiento, almacenamiento, distribución, comercialización,
- Aseo: recolección, transporte y disposición final de residuos sólidos; comercialización, corte y poda de zonas verdes; barrido y limpieza de áreas públicas,
- Alcantarillado: conducción, recolección, disposición final, comercialización.

Para el año 2005 la empresa prestó el siguiente volumen de servicios:
| Servicio                 | Residencial | No residencial | Total |
| Acueducto                | 4757        | 870            | 5627  |
| Alcantarillado           | 4627        | 865            | 5492  |
| Aseo                     | 8097        | 891            | 8988  |
| Fuente: Reporte SUI 2005 |             |                |       |

### Salud

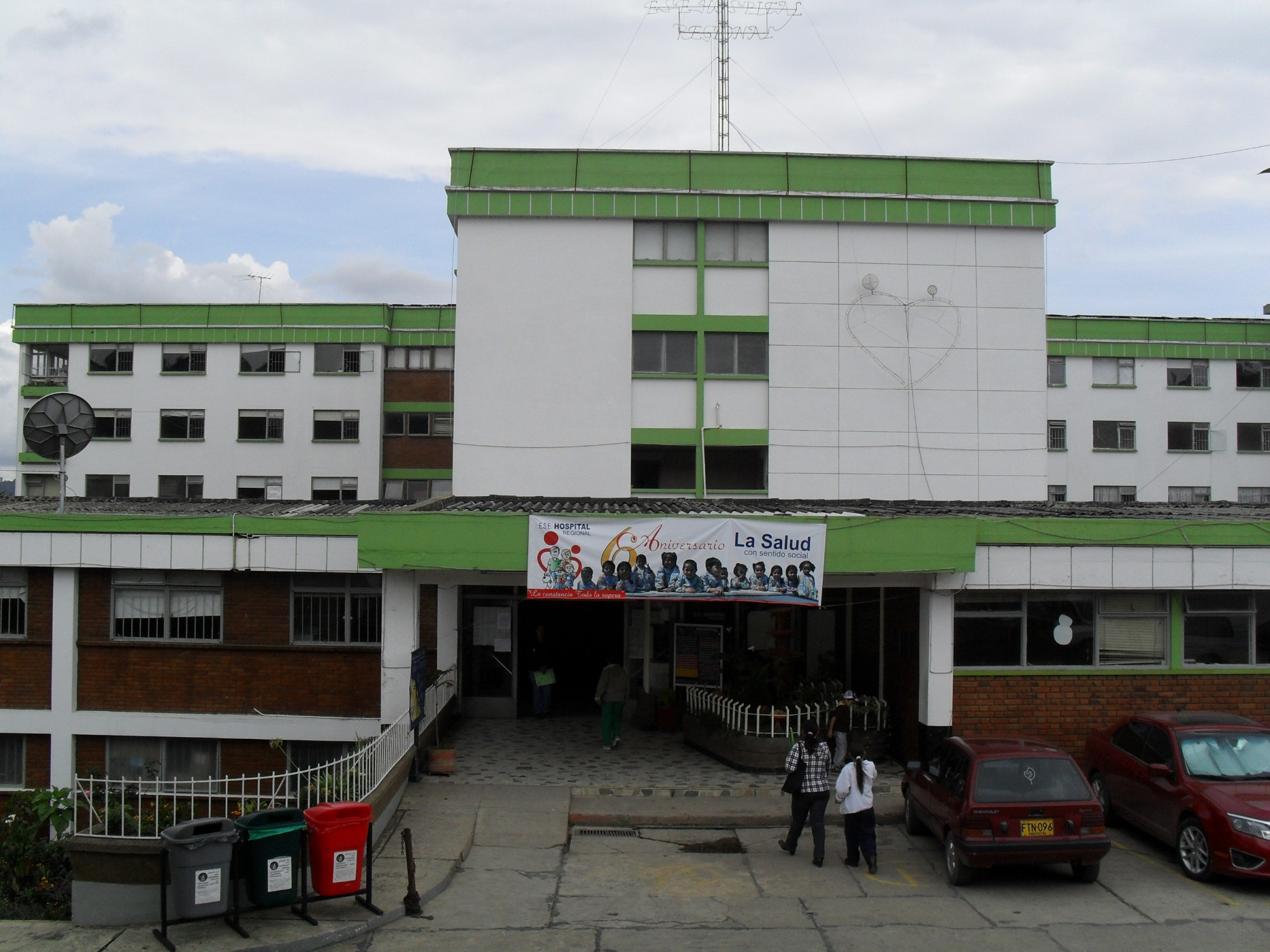
Fachada de la ESE hospital regional de Chiquinquirá.

El municipio para la prestación de los servicios sanitarios cuenta con varias entidades:
La Empresa Social del Estado Hospital Regional de Chiquinquirá. Es una entidad estatal del orden departamental con autonomía y presupuesto propios. Presta servicios ambulatorios de baja complejidad y promoción y prevención (Atención primaria de salud), de mediana complejidad, quirúrgicos y hospitalarios, para los afiliados al régimen contributivo y al régimen subsidiado. Es el hospital de referencia para los municipios de la provincia del occidente de Boyacá. Cuenta en forma permanente con las especialidades médicas de cirugía general, pediatría, obstetricia y ginecología, medicina interna y ortopedia; adicionalmente cuenta con otras especialidades no permanentes como oftalmología, otorrinolaringología, urología y fisiatría dermatología, gastroenterología y psiquiatría].
El Instituto de Diagnóstico médico IDIME, que oferta servicios de promoción y prevención, laboratorio clínico e imágenes diagnósticas.
En la ciudad operan las siguientes entidades aseguradoras en salud: del régimen contributivo: Famisanar, Humana Vivir, que para el mes de junio de 2010 administraban los servicios de salud a 25,935 afiliados. Para el régimen subsidiado: Caprecom, Comfaboy, Comfamiliar Huila, Comparta y Emdisalud, las cuales para junio de 2010 administraban los servicios de salud de 26.099 afiliados.

### Seguridad
En el municipio de Chiquinquirá se ubica el Batallón de Infantería No 02 Mariscal «Antonio José de Sucre», unidad del Ejército Nacional de Colombia, fundado en 1883. Inicialmente el batallón formó parte de la Jefatura Militar de Barranquilla, la Costa Atlántica y el Bajo Magdalena, luego fue trasladado a Bogotá. Sucesivamente entre 1890 y 1975 se ha acantonado en diferentes sitios de Colombia, incluyendo Chiquinquirá de 1937 a 1942. Finalmente desde 1975 ha permanecido en la guarnición de esta ciudad, prestando seguridad a la provincia del Occidente de Boyacá. En las instalaciones del batallón funciona la sede del Distrito Militar No 6 de reclutamiento del Ejército de Colombia.
En la ciudad funciona el segundo distrito de policía de Chiquinquirá, según la resolución 1026 de 2006, del Ministerio de Defensa de Colombia, Policía Nacional de Colombia, para el departamento de Boyacá; del cual dependen las estaciones de policía de los municipios de Chiquinquirá, Caldas, Coper, Muzo, La Victoria, Otanche, Saboyá, Briceño, Buenavista, Maripí, Pauna, Quípama, San Miguel de Sema, San Pablo de Borbur (a este municipio pertenece la subestación de Santa Bárbara) y Tununguá.

## Medios de comunicación
La localidad cuenta con tres emisoras:
- Emisora Radio Furatena AM 1060.[44]
- Emisoras Reina de Colombia: La Voz del Santuario 870 Am Más cerca más nuestra y 92.6 Fm De tu oído a tu corazón[45]
- Viva Radio: 104.6 Fm De tu oído a tu corazón[46]

## Lugares de interés

### La basílica de la Virgen de Chiquinquirá
La basílica santuario mariano de la Virgen del rosario de Chiquinquirá es una basílica menor de la Iglesia católica. Posee una fachada en piedra arenisca, cuya reconstrucción, después del terremoto de 1785, fue proyectada y supervisada por fray Domingo de Petrés, religioso capuchino que construyó varios edificios religiosos a fines del siglo XVIII y comienzos del siglo XIX.
La construcción tiene 80 m de longitud y 36 m de ancho, con un área de 2.880 m². La nave central tiene 10,50 m de ancho y 18 m de altura, se levanta sobre 12 columnas que son la base de 5 bóvedas.
El interior de la basílica brilla debido a los pilares blancos con adornos dorados. Tiene una cúpula decorada con incrustaciones en azul y el altar contiene el cuadro original que representa a la Virgen de Chiquinquirá. Este cuadro fue pintado por Alonso de Narváez de Andalucía, hacia los años de 1560 en el taller de su casa, ubicada en la esquina de la Carrera 12 con Calle 17 de la ciudad de Santiago de Tunja. Los claustros del lado norte de la basílica fueron restaurados después de un terremoto. La escena del milagro habría sucedido en lo que ahora se llama la Iglesia de la Renovación, en el parque Julio Flórez, de la ciudad.

### Palacio de la Cultura
El Palacio de la Cultura Rómulo Rozo, declarado monumento nacional en el año 2000 por el Ministerio de Educación, funciona en la antigua estación del ferrocarril en Chiquinquirá. La mencionada estación fue obra del arquitecto Joseph Martens, iniciada en 1926 e inaugurada en 1928. Esta edificación se compone de un solo cuerpo rematado por un techo único en manzarda de estilo francés del siglo XVIII y tres grandes puertas del mismo tamaño; tiene una marquesina de hierro que hace resaltar la entrada principal sobre las laterales. Desde mediados de 1975, al desaparecer el ferrocarril, la Estación de Chiquinquirá quedó en desuso y abandonada. Se la restauró para la visita del Papa Juan Pablo II en 1986. En el segundo piso hay una exhibición permanente de artesanías de Boyacá, y se planea la instalación del Museo de Artes y Tradiciones.

### Parques

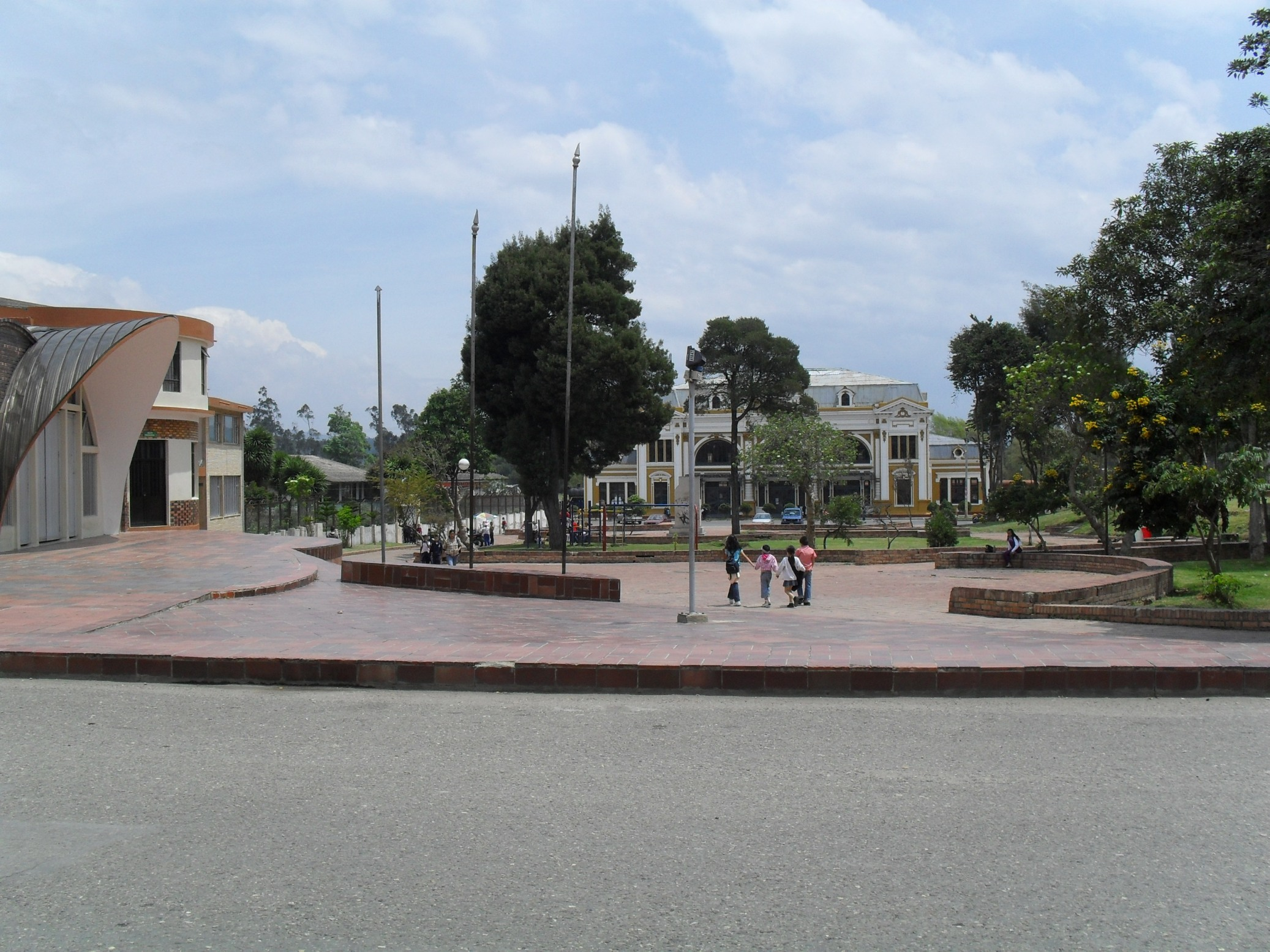
Parque David Guarín en Chiquinquirá.

- Parque Juan Pablo II que debe su nombre al papa que visitó la ciudad en el año 1986 con motivo de la celebración del cuarto centenario de la renovación del cuadro de la Virgen de Chiquinquirá, por lo cual se convirtió en un lugar turístico. Dentro del parque se encuentra una estatua en honor de Juan Pablo II.[50] El parque tiene una tiene una extensión aproximada de 30 ha y se ubica al Oriente de la ciudad al lado del cerro Terebinto, se encuentra rodeado de la plaza de Ferias, el Coliseo Cubierto de Deportes, la pista de bicicrós, un complejo de deportes en el cual se encuentran canchas de tenis, de fútbol, básquet, una pista para patinaje.[51] El parque Juan Pablo II alberga una gran cantidad de especies vegetales como roble, saúco, cucharo, sauce, corono, laurel, encenillo, tuno, alcaparro, higuerón, mortiño, árbol loco, espino y borrachero, entre otros. El área boscosa es hábitat de una gran cantidad de mamíferos y aves entre las que se destacan las mirlas, copetones, golondrinas, lechuzas, águilas, algunos mamíferos como faras, zorros y comadrejas, reptiles y ranas. Actualmente el parque es administrado por la Corporación Autónoma Regional (CAR).[52]
- Parque José David Guarín: en él encontramos la Parroquia Catedral del Sagrado Corazón de Jesús, el Palacio de la Cultura (antigua Estación del Ferrocarril), en el centro se encuentran las estatuas del cuadro de la Virgen del Rosario, fue objeto de una intensa regeneración en el año 2014.[53]
- Parque Julio Flórez: Fue bautizado en 1986 en honor al poeta nacido en Chiquinquirá, rodeado por vías peatonales, al nororiente encontramos el edificio administrativo municipal, donde funciona la alcaldía municipal y otras entidades, al sur el Hotel Sarabita de estilo Colonial, al oriente se encuentras la Iglesia de la Renovación. Esta iglesia, tiene un altar azul adornado con motivos plateados y murales en su cielo raso. Cerca del altar hay una escalera donde los peregrinos pueden bajar al sitio donde se dice que María Ramos tuvo su visión.[53]
- Parque Pedro José Pérez o Concepción: Ubicado al respaldo de la basílica, donde permanentemente se venden artesanías, bocadillos, quesos y dulces.[53]

## Artesanías

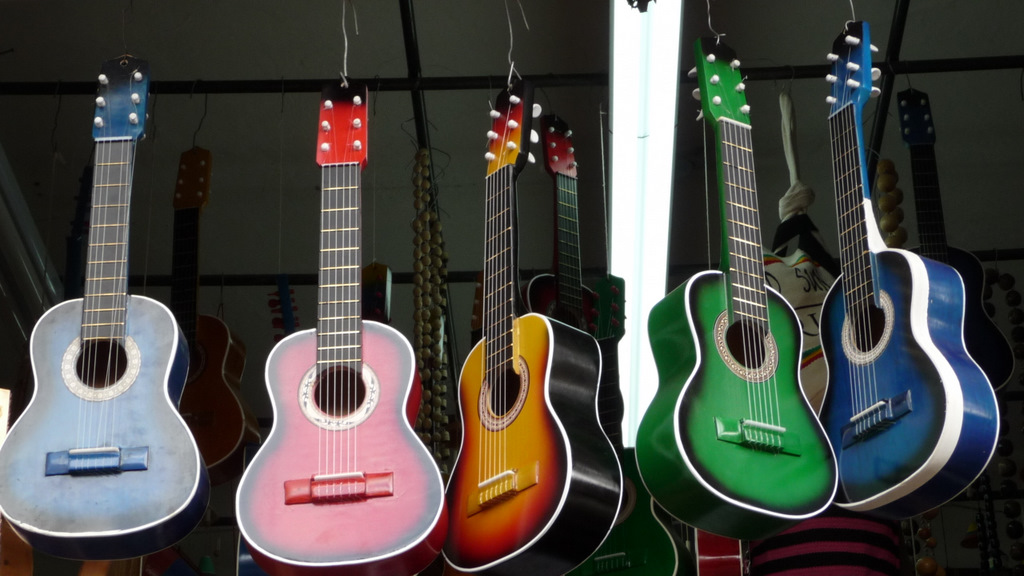
Guitarras fabricadas en Chiquinquirá.

La artesanía de la tagua es la más representativa del departamento de Boyacá y es trabajada por artesanos del área urbana. La tagua es la semilla de la palma de marfil que se produce en climas cálidos de la zona del territorio Vásquez, Cimitarra y San Vicente de Chucurí. Constituye desde comienzos del siglo XX una de las artesanías autóctonas del departamento de Boyacá. La planta es una palma baja de tronco pequeño y rastrero del cual sale un manojo de frutos cada un está compuesto de varias semillas de un tamaño similar al de un huevo de gallina recubiertas por una capa espinosa. Para la confección se utiliza el torno y herramientas manuales machetes, limas, formones, gubias, brocas, buriles, pinceles, martillos, prensas y seguetas.
Para la terminación de los elementos se usan ensambles de las figuras como madera, alambre, cuero, pitillos, plásticos, lacas, tinturas y anilina. Entre la variedad de temas y figuras antropomorfas, zoomorfas, troncos de árbol, guitarras, botellas en miniatura, cuadros campesinos, danzas, campesinas hilando, campesinas con sus niños, pares de enamorados, llaveros en diversas formas y multitud de adornos con temas diversos. Con tagua se hacen botones, pipas, camándulas, relicarios, figuras de santos, pequeños altares, y una diversa gama de recuerdos turísticos.
En la ciudad de Chiquinquirá también se fabrican instrumentos musicales, especialmente guitarras, tiples, bandolas y requintos en diversas calidades y tamaños. Es uno de los centros artesanales de instrumentos musicales más importante de Colombia.

## Instituciones educativas
Universidades

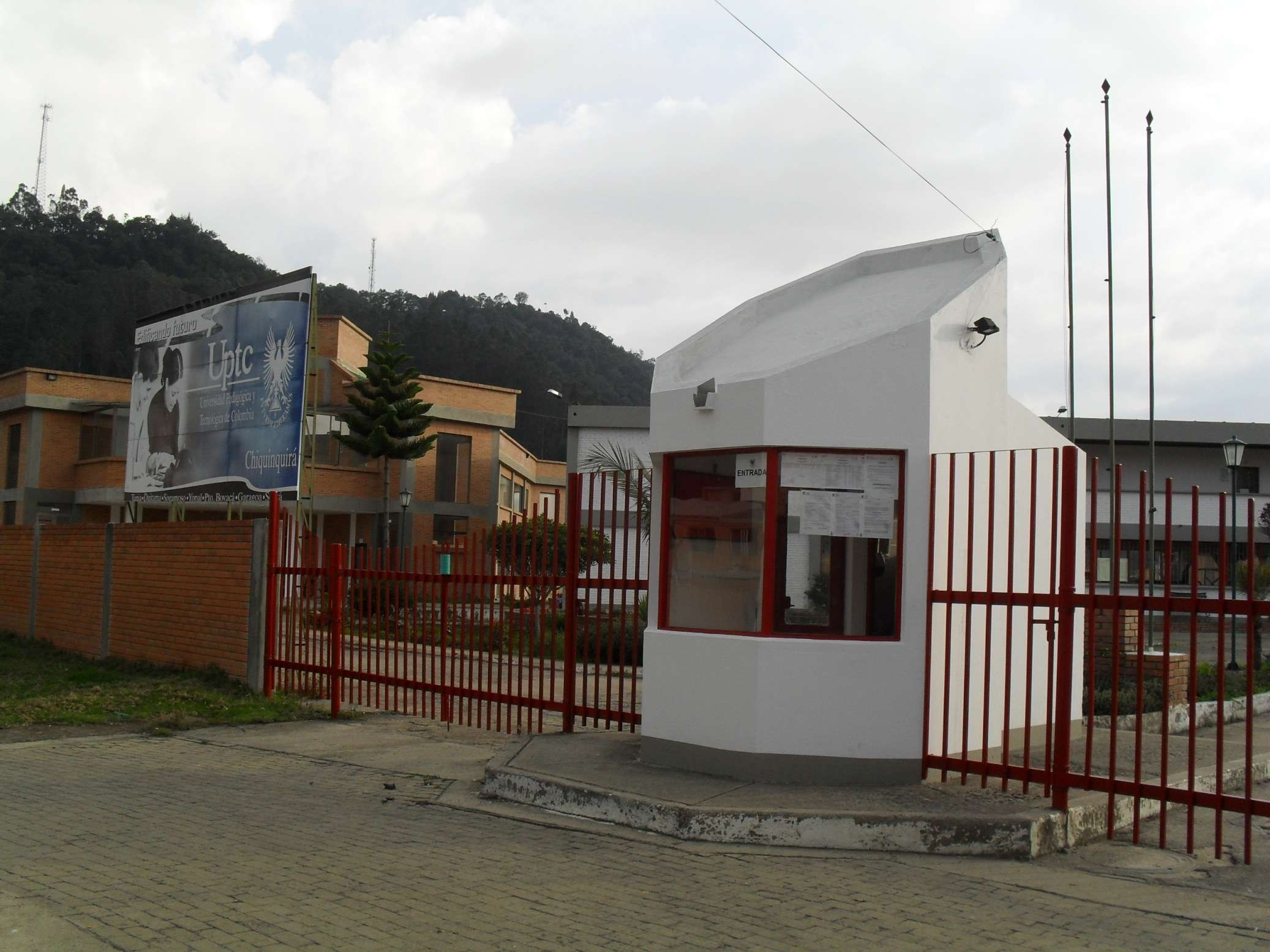
Imagen frontal de la sede de la UPTC en Chiquinquirá.

En la ciudad existen varias sedes de entidades universitarias presentes a nivel nacional:
- Universidad Pedagógica y Tecnológica de Colombia (UPTC), donde ofertan las carreras de Administración de Empresas, Contaduría Pública, Licenciatura en Educación Física.[56] facultad de estudios a distancia
- Universidad Nacional Abierta y a Distancia (UNAD).[57]
- Fundación Universitaria de San Gil (Unisangil), Chiquinquirá, con carreras profesionales presenciales (Ingeniería de Sistemas, Administración de Empresas, Contaduría Pública y Derecho), además de programas tecnológicos como la Tecnología en Sistemas de Información y Tecnología en .[58]
- Universidad Santo Tomás sede Chiquinquirá.[59]
- Universidad de Boyacá sede Chiquinquirá

Colegios (Educación secundaria)
- Colegio Nueva Inglaterra.
- Colegio Técnico Nuestra Señora del Rosario
- Colegio Técnico Nuestra Señora de Nazareth
- Institución Educativa Técnico Comercial "Sagrado Corazón de Jesús"
- Colegio Montessori
- Colegio Seminario Menor de Chiquinquirá[60]
- Colegio Técnico Pio Alberto Ferro Peña
- Instituto Técnico Industrial Julio Flórez
- Liceo Nacional José Joaquín Casas de Chiquinquirá
- Normal Superior Sor Josefa del Castillo y Guevara
- Colegio Militar Coronel Fray José Ignacio Mariño
- Colegio Precoz Camino al saber

Escuelas (Educación primaria)
- Colegio Gimnasio Campestre el Bosque
- Colegio Montessori
- Escuela Anexa Normal Superior
- Escuela General Santander
- Colegio Mixto San Martín de Porres

## Estructura organizacional municipal
| Chiquinquirá | Chiquinquirá | Chiquinquirá               |
| Departamento | Código DANE  | Categoría municipal (2023) |
| ------------ | ------------ | -------------------------- |
| Boyacá       | 15176        | Quinta                     |

- Personería: Es un centro del Ministerio Público de Colombia que ejerce, vigila y hace control sobre la gestión de las alcaldías y entes descentralizados; velan por la promoción y protección de los derechos humanos; vigilan el debido proceso, la conservación del medio ambiente, el patrimonio público y la prestación eficiente de los servicios públicos, garantizando a la ciudadanía la defensa de sus derechos e intereses.

El actual Personero municipal es Carlos Fajardo Castiblanco (2020-2027).
- Concejo Municipal: Es la suprema autoridad política del municipio. En materia administrativa sus atribuciones son de carácter normativo. También le corresponde vigilar y hacer control político a la administración municipal. Se regulan por los reglamentos internos de la corporación en el marco de la Constitución Política Colombiana (artículo 313) y las leyes, en especial la Ley 136 de 1994 y la Ley 1551 de 2012.

Constituido por 15 concejales por un periodo de 4 años. 

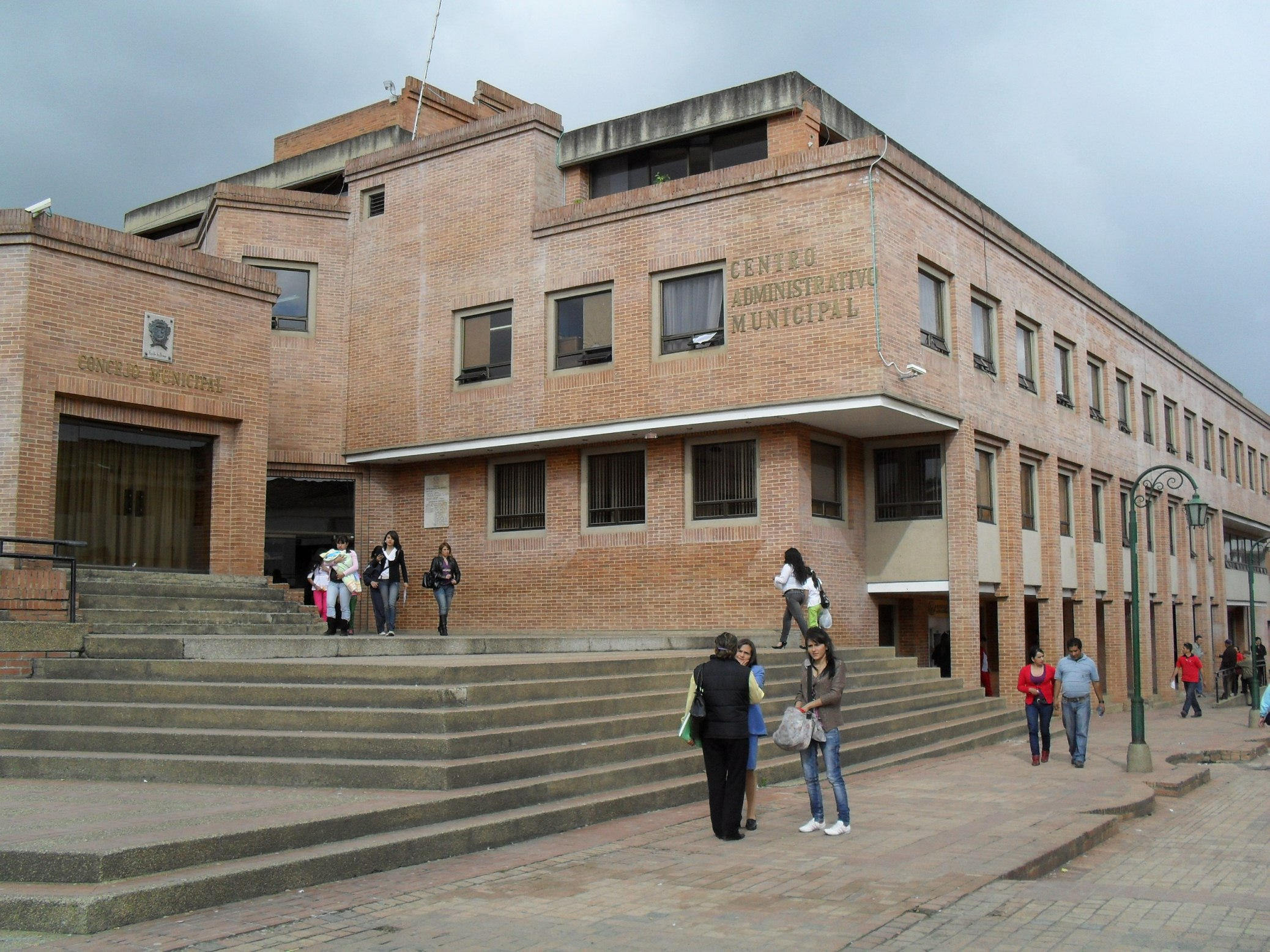
Fachada del Centro Administrativo de la ciudad de Chiquinquirá.

- Alcaldía Municipal: En esta se encuentra la administración municipal y las entidades descentralizadas del municipio.

El Alcalde se pronuncia mediante decretos y se desempeña como representante legal, judicial y extrajudicial del municipio. El actual Alcalde municipal es Jefferson Caro Casas (2024-2027), elegido por voto popular. 

## Servicios públicos
- Energía Eléctrica: Empresa de Energía de Boyacá (EBSA), es la empresa prestadora del servicio de energía eléctrica.
- Gas Natural: Vanti es la empresa distribuidora y comercializadora de gas natural en el municipio.